# John H. Edwards
John Hilton Edwards (26 mars 1928 - 11 octobre 2007), est un scientifique et généticien anglais.
Il est le premier à décrire en 1960 la trisomie 18, maladie à laquelle il donne son nom : le Syndrome d’Edwards.
Son frère est le statisticien A. W. F. Edwards (en).